# Pologne aux Jeux paralympiques d'hiver de 2018
La Pologne participe aux Jeux paralympiques d'hiver de 2018 à Pyeongchang, en Corée du Sud, du 9 au 18 mars 2018. Il s'agit de la cinquième participation de ce pays aux Jeux paralympiques d'hiver.

## Composition de l'équipe
La délégation polonaise est composée de 8 athlètes prenant part aux compétitions dans 4 sports.

### Ski alpin
- Maciej Krężel (guide : Anna Ogarzyńska)
- Igor Sikorski

### Ski de fond et biathlon
- Iweta Faron
- Piotr Garbowski (guide : Jakub Twardowski)
- Łukasz Kubica (guide : Wojciech Suchwałko, ski de fond uniquement)
- Kamil Rosiek
- Witold Skupień

### Snowboard
- Wojciech Taraba